# Austmusia kioloa
Austmusia kioloa là một loài nhện trong họ Amphinectidae. Loài này phân bố ở Victoria.